# Олекса Десняк
Оле́кса Десня́к (полное настоящее имя — укр. Олексі́й Гна́тович Руде́нко; 4 (17) марта 1909, с. Бондаревка, Сосницкий уезд, Черниговская губерния, Российская империя — 25 мая 1942, около с. Павловка Вторая, Харьковская область) — украинский советский писатель и журналист, военный корреспондент. Член КПСС с 1939 года.

## Биография
Олекса Десняк родился 4 (17) марта 1909 года в крестьянской семье. В 1931 году окончил Черниговский институт социального воспитания. Печататься начал в 1928 году. После освобождения западно-украинских земель (1939) возглавил львовскую организацию Союза писателей Украины. Был главным редактором литературно-художественного и общественно-политического журнала "Жовтень" во Львове.
С первых дней Великой Отечественной войны — военный корреспондент. 
Погиб 25 мая 1942 года в бою во время Великой Отечественной войны.

### Семья
Сын — Александр Руденко-Десняк (1936—2006), украинский и российский журналист, общественный деятель.

## Творчество
Десняк — автор романов, повестей, очерков и рассказов. В качестве военного корреспондента им написано более 50 рассказов и очерков про героизм советских воинов на фронтах борьбы с фашистами.
Роман «Десну перешли батальоны» (1937) о Гражданской войне в Украине посвящён Тимофею Черняку. О нём же написал книгу «Полк Тимофея Черняка» (1938).
В романе «Удай-река» (1938) изображена жизнь украинского колхозного крестьянства в период предвоенных пятилеток, атмосфера творческого труда.
Повесть «Тургайский сокол» (1940) посвящена герою казахского народа Амангельды Иманову. Роман «Высокое» (1939, первая часть задуманной трилогии Революция продолжается").

## Награды
- орден «Знак Почёта» (05.03.1939)

## Память
- В 1979 году в честь 70-летия писателя открыт литературный музей[1].
- На фасаде дома, где родился О.Г. Десняк установлена памятная доска. Здание имеет статус памятника истории местного значения.